# Fisnik Ismaili
Fisnik Ismaili (* 3. Juni 1973 in Priština, SFR Jugoslawien) ist ein kosovo-albanischer Werber, Designer und Politiker. Derzeit ist er Abgeordneter im kosovarischen Parlament für die Partei Lëvizja Vetëvendosje!. Er ist besonders für den Entwurf des Newborn-Monuments in Pristina bekannt, das am Unabhängigkeitstag des Kosovos 2008 eingeweiht wurde.

## Biographie
In Pristina besuchte er das Sami-Frasheri Gymnasium. Nach seinem Abschluss zog er mit seiner damaligen Lebensgefährtin nach London. An der University of Westminster studierte er Medieninformatik, das er mit einem Bachelor abschloss. Seinen Masterabschluss absolvierte er an der Robert Gordon University, wo er Unternehmenskommunikation und Öffentlichkeitsarbeit studierte. Während des Kosovokrieg, war er Guerillakämpfer bei der UÇK im Gebiet Koshare, unter anderem mit Agim Çeku, Agim Ramadani und Sylejman Selimi.
Ismaili arbeitete als Creative Director bei Ogilvy Kosova, später bei der Werbeagentur Karrota Sh.p.k. die er mitgegründet hat, und die zur erfolgreichsten Werbeagentur im Kosovo zählt. Das Newborn-Monument gewann mehrere internationale Preise, darunter Auszeichnungen beim Clio Awards Festival in Miami und den goldenen Löwen beim Cannes Lions International Advertising Festival. Anfangs 2010er Jahre publiziert einige Jahre lang via Facebook kritische Politiksatire-Cartoons unter dem Titel „The Pimpsons“.

## Politische Karriere
Fisnik Ismaili war bei der Gründung der Partei Fryma e Re beteiligt, die von Shpend Ahmeti und anderen Harvard-Absolventen initiiert worden war und bei den Parlamentswahlen im Kosovo 2010/2011 teilnahm, jedoch die Fünf-Prozent-Hürde nicht erreichte. Am 31. März 2011 fusionierte Fryma e Re mit der Bürgerbewegung Lëvizja Vetëvendosje!